# ۸۲۹ (قمری)
۸۲۹ (قمری)، هشتصد و بیست و نهمین سال در گاهشماری هجری قمری است. اول محرم این سال برابر با بیست و دوم نوامبر سال ۱۴۲۵ میلادی است.

## وابسته
- عصمت بخاری